# Achyranthes breviflora
Achyranthes breviflora är en amarantväxtart som beskrevs av John Gilbert Baker. Achyranthes breviflora ingår i släktet Achyranthes och familjen amarantväxter. Inga underarter finns listade i Catalogue of Life.